# Mikasa (Hokkaido)
Mikasa (jap. 三笠市, Mikasa-shi) – miasto w Japonii, w prefekturze Hokkaido, w podprefekturze Sorachi. Miasto ma powierzchnię 302,52 km². W 2020 r. mieszkało w nim 8 040 osób, w 3 799 gospodarstwach domowych  (w 2010 r. 10 221 osób, w 4 763 gospodarstwach domowych) .
W 1957 r. Mikasa-chō zostało przemianowane na Mikasa-shi.